# Вензик, Гжегож
Гжегож Вензик (пол. Grzegorz Więzik, 21 июня 1963 года, Лодыговице — 26 декабря 2021 года, Бельско-Бяла) — польский футболист, игравший на позиции полузащитника.

## Карьера
В начале карьеры выступал за молодёжный состав команды из своего села, LKS (Лодыговице). Затем играл в клубах низших польских лиг «Сталь» (Бельско-Бяла) и «Старт» (Лодзь), откуда перешёл в клуб I Лиги ЛКС (Лодзь). Дебют на высшем уровне польского футбола состоялся 8 июня 1985 года, когда на 69 минуте Вензик заменил Яцека Зёбера. В сезоне 1987/88 ЛСК занял 4 место, что давало право клубу играть в Кубке Интертото. Вензик, бывший игроком стартового состава польского клуба, после поражения на выезде 1:4 25 июня 1988 от Кайзерслаутерна, решил не возвращаться на родину.
С лета 1989 году Вензик получил разрешение играть за «Кайзерслаутерн», но не смог проявить себя, за весь сезон 1989/90 выйдя только 3 раза на замену. Он стал обладателем Кубка Германии 1990 года, хотя не выходил на поле в кубковых играх.
Затем он перешел во французский клуб второго дивизиона Мюлуз. Ещё через год он уехал в Данию, чтобы присоединиться к «Силькеборгу». В сезоне 1993/94 он играл за «Виборг». Всего он сыграл 37 мачтей и забил 9 голов в датском чемпионате. а затем вернулся в Германию в команду из низшего дивизиона «Сендлинг» (Мюнхен). После недолгого выступления за датский Икаст, вернулся в Германию, в клуб Региональной лиги «Айнтрахт» (Трир). С 1996 года он снова играл за различные клубы в Польше, в том числе ещё один сезон (1997/98) с «Дискоболией» в Высшей лиге и несколько сезонов во втором дивизионе.
После окончания своей игровой карьеры он сначала входил в штаб клуба «Подбескидзе», а затем работал скаутом во вроцлавском «Шленске».

## Личная жизнь
В 2004 году Вензику пришлось перенести операцию по пересадке почки. Для этой цели его бывшие датские клубы пожертвовали 25 тысяч крон.
Его сын Якуб (род. 1991) также был футболистом ЛКС.

## Статистика на высшем уровне
| Лига       | Матчей (Голов) |
| ---------- | -------------- |
| I Лига     | 101 (16)       |
| Суперлига  | 37 (6)         |
| Бундеслига | 3 (0)          |